# Батурино (Томський район)
Бату́рино (рос. Батурино) — село у складі Томського району Томської області, Росія. Адміністративний центр Спаського сільського поселення.

## Населення
Населення — 975 осіб (2010; 945 у 2002).
Національний склад (станом на 2002 рік):
- росіяни — 96 %